# Фредкин, Эдвард
Эдвард Фредкин (англ. Edward Fredkin; 2 октября 1934, Лос-Анджелес, Калифорния — 13 июня 2023, Бруклайн, Массачусетс) — американский физик, учёный-компьютерщик и бизнесмен, один из пионеров цифровой физики. Внёс значительный вклад в развитие информатики и физики, также известен своими философскими идеями.
Одной из его наиболее известных идей является идея цифровой физики — теории, согласно которой вселенная может быть описана как компьютерная программа, работающая на некотором аппаратном устройстве. Фредкин считал, что материя и энергия являются всего лишь информационными состояниями, а фундаментальные законы физики могут быть выражены в терминах информационных операций.
Основной вклад Фредкина в науку — работа над обратимыми вычислениями и клеточными автоматами. Хотя в книге Конрада Цузе Calculating Space (1969) упоминается важность обратимых вычислений, вентиль Фредкина представляет собой существенный прорыв<ref>Information about Edward Fredkin (англ.). Türkçe Bilgi. Дата обращения: 12 марта 2012. Архивировано из оригинала 29 октября 2013 года.. В более поздних работах он использовал термин цифровая философия (digital philosophy, DP).
В течение своей карьеры Фредкин был профессором компьютерных наук в Массачусетском технологическом институте, почётным учёным Fairchild в Калифорнийском технологическом институте, выдающимся профессиональным профессором в Университете Карнеги-Меллона и профессором-исследователем физики в Бостонском университете.

## Философские взгляды
Фредкин также выступал с философскими идеями, которые связываются с его взглядами на физику. Он считал, что мы живем в «цифровой вселенной», где все является информационным, и что существует возможность создать «цифровое бессмертие» — процесс загрузки человеческого сознания в компьютерную среду.
Несмотря на то, что некоторые из идей Фредкина вызывают споры и дискуссии среди ученых и философов, его работы исходят из предположения, что мир можно понимать и описывать в терминах информации и компьютерных операций.